# Atlantic States Marine Fisheries Commission
Die Atlantic States Marine Fisheries Commission (ASMFC) ist eine Kommission der US-Bundesstaaten, die gegründet wurde, um die Fischereiressourcen – einschließlich Meeresfische, Schalentiere und anadrome Fische (Wanderfische, die zum Laichen aus dem Meer in die Flüsse aufsteigen) – entlang der Atlantikküste der Vereinigten Staaten zu koordinieren und zu verwalten.
Die Kommission wurde 1940 von den 15 Staaten an der Atlantikküste gegründet und 1942 vom Kongress der Vereinigten Staaten bestätigt. Die Kommission dient als beratendes Gremium und koordiniert die Erhaltung und das Management der gemeinsamen küstennahen Fischereiressourcen.
Mitgliedsstaaten sind (in der Reihenfolge von Norden nach Süden) Maine, New Hampshire, Massachusetts, Rhode Island, Connecticut, New York, New Jersey, Pennsylvania, Delaware, Maryland, Virginia, North Carolina, South Carolina, Georgia und Florida. Jeder Mitgliedsstaat wird durch drei Kommissare vertreten: den Direktor der staatlichen Fischereibehörde, ein Mitglied der staatlichen Legislative und eine vom Gouverneur ernannte Person. Die Kommissare nehmen an den Beratungen in den fünf wichtigsten Politikbereichen der Kommission teil: zwischenstaatliches Fischereimanagement, Forschung und Statistik, Fischereiwissenschaft, Erhaltung von Lebensräumen und Strafverfolgung.
Das ASMFC kümmert sich um die Bestände von 27 Fischarten.